# Tuomari Nurmio
Tuomari Nurmio, nome d'arte di Hannu Juhani Nurmio, (Helsinki, 21 novembre 1950), è un cantautore finlandese.

## Biografia
Tuomari Nurmio (la parola "Tuomari" significa "giudice" in finlandese), ha esordito nel 1979 con l'album Kohdusta hautaan (tradotto in italiano dal Grembo alla Tomba). I testi delle sue canzoni sono scritti in finlandese ed in inglese, mentre le melodie prendono spunto dai classici Rock e Blues americani.
Durante la sua carriera ha collaborato con il batterista Markku Hillilä e i gruppi finlandesi degli Alamaailman Vasarat e dei Korpiklaani.

## Discografia
- Tuomari Nurmio & Köyhien Ystävät: Kohdusta hautaan (1979)
- Tuomari Nurmio & Viides Kolonna: Maailmanpyörä palaa! (1980)
- Lasten mehuhetki (1981)
- Valitut (compilation) (1982)
- Punainen planeetta (1982)
- Meatballs: Meet The Meatballs (1984)
- Käytettyä rakkautta (1986)
- Kuu (1988)
- Extra (compilation) (1989)
- 24 karaattia (2 LP, compilation) (1990)
- Hullu puutarhuri (1992)
- Barnhill Boys: Hillbilly Spacecraft (1994)
- Karaokekuningas (1995)
- Lauluja rakastamisen vaikeudesta (compilation) (1995)
- Tanssipalatsi (1996)
- Luuta ja nahkaa (1997)
- 1999 (1999)
- Lemmenloruja (compilation) (1999)
- Tuomari Nurmio & Korkein Oikeus (2002)
- Tuomari Nurmio & Alamaailman Vasarat: Kinaporin kalifaatti (2005)
- Tuomari Nurmio & Kongontien Orkesteri: Tangomanifesti (2006)
- Judge Bone & Doc Hill: Big Bear's Gate (2008)
- Tuomari Nurmio - Paratiisin puutarha (Ratas Music Group), 2010
- Tuomari Nurmio & Korpiklaani: Ukon Wacka (album Ukon Wacka), 2011